# Myriophyllum muricatum
Myriophyllum muricatum är en slingeväxtart som beskrevs av A.E. Orchard. Myriophyllum muricatum ingår i släktet slingor, och familjen slingeväxter. Inga underarter finns listade i Catalogue of Life.